# Sant Roc de Farrera
Sant Roc de Farrera, o Santa Eulàlia de Mèrida, és l'església del poble de Farrera, en el terme municipal del mateix nom, a la comarca del Pallars Sobirà. Està situada en el mateix poble de Farrera, en el centre de l'extrem de ponent. Pertanyia a aquesta parròquia el santuari de Santa Magdalena de Ribalera.

## Descripció
Església d'una sola nau, coberta amb volta de canó dividida en trams i flanquejada per sis capelles laterals. La capçalera, orientada a orient és rectangular i també està coberta amb volta de canó. La porta d'arc rebaixat s'obre als peus de la nau, lleugerament desplaçada respecte l'eix marcat pel pinyó de la coberta a dues vessants. Per damunt de la porta, hi ha un òcul i sobre d'aquest, una petita finestra, tot desplaçat respecte l'eix central de la façana. Al costat est, l'església es troba adossada a la roca. Al costat oest i sobre el carrer Major, s'aixeca el petit i pintoresc campanar, adossat a l'església i a la base del qual s'obre una ample arcada de mig punt per on passa el carrer. El campanar és de planta quadrada a la base, esdevenint octogonal al segon pis amb una finestra d'arc de mig punt i rematat per un xapitell de llicorella. El llosat de la nau és així mateix de licorella. Els murs són de pedra pissarrosa local sense desbastar i de mides irregulars.

## Història
En l'acta de consagració de La Seu d'Urgell, Farrera és una de les parròquies de la Vall de Tírvia. L'església parroquial, dedicada llavors a Sta. Eulàlia, fou visitada pels delegats de l'arquebisbe de Tarragona l'any 1314 en el seu recorregut pel deganat de Cardós. Segons la dècima del 1391, el seu capellà havia de pagar la quantitat de 15 sous. A principis del segle xvi, Farrera era parròquia de l'oficialitat de Tírvia i el seu rector era Pere Blates. Segons les visites pastorals de 1575 i 1758, l'edifici de Sta. Eulàlia no presentava problemes estructurals dignes de ressaltar; en la darrera d'aquestes visites, Sta. Eulàlia tenia com a sufraganies la d'Alendo i St. Martí de Mallolís. Per algun motiu que desconeixem, actualment l'església de Farrera apareix dedicada a St. Roc i no a Sta. Eulàlia. Actualment depèn de la parròquia de Llavorsí.